# 沢井町
沢井町（さわいちょう）は、愛知県名古屋市西区の地名。

## 歴史

### 沿革
- 1878年（明治11年）12月28日 - 広井村（中広井町）の一部により、名古屋区沢井町として成立[1]。
- 1889年（明治22年）10月1日 - 名古屋市成立に伴い、同市沢井町となる[1]。
- 1908年（明治41年）4月1日 - 名古屋市西区成立に伴い、同区沢井町となる[1]。
- 1977年（昭和52年）10月23日 - 西区那古野一丁目に全域が編入され、消滅[1]。